# Pseudorabdion sarasinorum
Pseudorabdion sarasinorum — вид змій родини полозових (Colubridae). Ендемік Індонезії.

## Поширення і екологія
Pseudorabdion sarasinorum мешкають на півночі острова Сулавесі, зокрема на півострові Мінагаса. Вони живуть у вологих гірських тропічних лісах, переважно на висоті від 1000 до 1500 м над рівнем моря.

## Збереження
МСОП класифікує цей вид як вразливий. Pseudorabdion sarasinorum загрожує знищення природного середовища.